# آرامگاه سید بشیر
مقبره سید بشیر مربوط به سدهٔ ۷ ه.ق است و در ساوه، بلوار خواجه نصیرالدین طوسی واقع شده و این اثر در تاریخ ۲۲ تیر ۱۳۷۹ با شمارهٔ ثبت ۲۷۵۷ به‌عنوان یکی از آثار ملی ایران به ثبت رسیده است.